# Galimberti Sándor

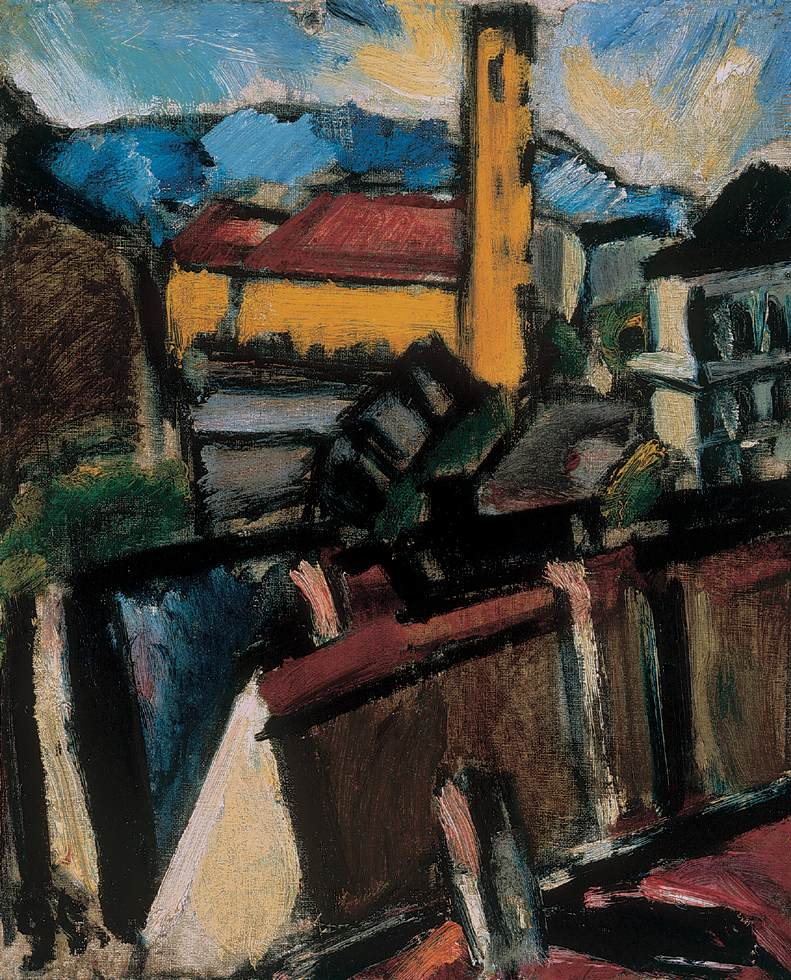
Óbudai részlet, 1911

Galimberti Sándor (Kaposvár, 1883. május 31. – Budapest, 1915. július 20.) magyar festőművész.

## Családja, tanulmányai
A család Olaszországból vándorolt be, s Kaposváron telepedett le. Az apa, Luigi Galimberti francia és olasz ősöktől származó trieszti művész, a Velencei Képzőművészeti Akadémia egykori növendéke volt. Egy freskófestési megbízatása és családi örökségi ügye intézése végett érkezett Magyarországra. (Keresztnevét idővel Alajosra magyarította). Lassanként felhagyott a festéssel, és Somogy vármegyei gazdaságának jövedelméből élt. Festményei részben átalakítva maradtak fenn, eredeti vázlatai a Rippl-Rónai Múzeumban vannak. (Több korabeli kaposvári városkép is fennmaradt.) Kilencedik gyermeke, Sándor tőle is tanulta a festészetet. Kaposvárott járt iskolába (elemi és gimnázium). Atyai barátja, Rippl-Rónai József figyelt fel a fiatal Galimberti tehetségére. A budapesti iparművészeti iskola két évének elvégzése után, 1903-tól rendszeresen járt Nagybányára, itt Réti István lett a mestere, de Ferenczy Károly is hatott rá. A Müncheni Képzőművészeti Akadémia után Hollósy Simon ottani magániskolájába járt és a técsői telepen is alkotott. 1905-ben utazott először Párizsba, ahol a Julian Akadémia növendéke lett.

## Pályafutása
1908-ban Párizsban többször szerepelt a Salon d’Automne (Őszi Szalon) és Indépendent (Függetlenek Szalonja) kiállításain. Ekkor már nős volt, a cseh származású Lanov Mária festőművésznő volt a felesége. 1911-ben elvált tőle és nőül vette Dénes Valériát, aki szintén elismert festőművész volt.
Galimberti 1909 telétől, Dénes Valéria 1910-től tartózkodott Párizsban. Együtt tettek utazásokat Dél-Franciaországba és Észak-Afrikába, elválaszthatatlan alkotótársak is voltak. Mindketten a nagybányai „neós” mozgalom hatása alatt álltak, majd Dénes Valéria Párizsban Henri Matisse tanítványa lett, s Galimbertire is hatott a francia mester. Egyre inkább a kubizmus térproblémái foglalkoztatták őket, csendéleteket, városképeket festettek, a fauvizmus és az analitikus kubizmus egyéni változatának megteremtői lettek. A Ma c. aktivista művészeti lap köré csoportosuló művészek közé tartoztak. Tehetségüket felismerte a párizsi, főként kubisták alkotásait gyűjtő Wilhelm Uhde is, aki számos művüket vásárolta meg.
Ahogy kritikusuk írta: „Képeik tanúsága szerint céljaik tökéletesen azonosak, érzéseik egy forrásból fakadnak, ugyanazokat a motívumokat dolgozzák fel mindketten egyforma látással, hajszálra azonos módon. Ha valamelyik képükről meg akarnánk állapítani, hogy a házaspár férfi vagy nő tagja festette-e, a kézjegyen kívül nem igazítana útba bennünket semmi sem.”

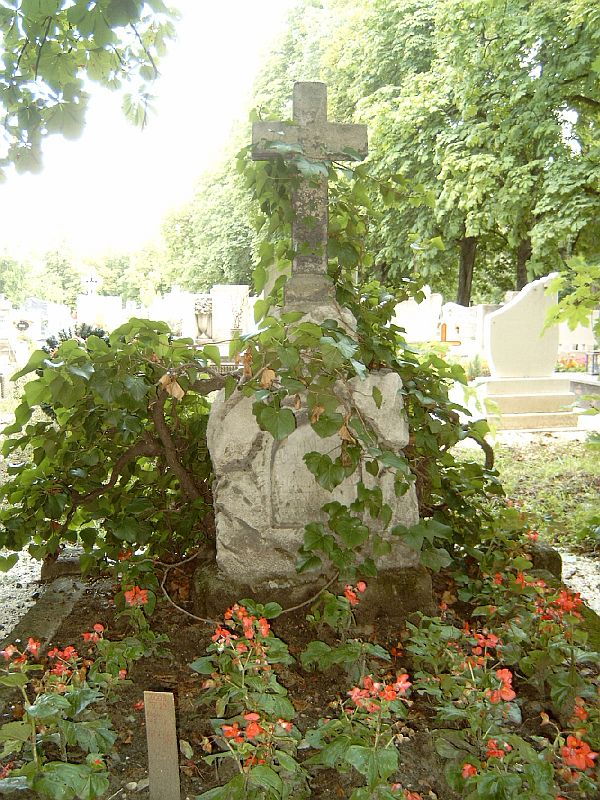
A Galimbertik sírja Budapesten. Új köztemető: 111-1-135/136.

Budapesten először 1914-ben feleségével, Dénes Valériával együtt rendezett gyűjteményes kiállítást a Nemzeti Szalonban. Korábban szerepeltek a MIÉNK és a KÉVE kiállításain is. Az első világháború kitörése után párizsi Rue Vaugirarde-on lévő lakásukból az internálás elől Belgiumba, majd Hollandiába menekültek, Amszterdamba, majd a télre Scheveningenbe. Sokáig Galimberti utolsó művének tekintették az ebben az időben készült, és a közelmúltig Amszterdam címen ismert festményt, amelyet kritikusai a magyar kubizmus egyik alap-képének tekintenek. A 2024 októberében megnyílt közös életműkiállításuk előtt a festmény hátoldalán Barki Gergely művészettörténész felfedezte Dénes Valéria szignóját, igy az már az ő nevéhez köthető, és az is bebizonyosodott, hogy nem Amszterdamot, hanem Scheveningent ábrázolja. A kiállításon ennek megfelelően már Holland kikötő címen szerepel.
A háborúba önkéntes tisztként besorozták Galimbertit, s ekkor kisfiukkal, Marióval hazatértek. A pécsi ezredhez beosztott Galimbertit már a nyár folyamán a frontra dobták volna. A meneküléskor tüdőgyulladást kapott felesége ezeket az izgalmakat nem bírván, váratlanul meghalt. A budapesti temetés megtörténte után pár órával Galimberti Sándor szolgálati fegyverével szíven lőtte magát egy városligeti Műcsarnok mögötti padon. Az épületben akkor hadikórház működött, a sors fura fintoraként ott halt meg, ahová műveivel sohasem sikerült bekerülnie.
1918-ban a Ma VI. tárlataként Kassák Lajos rendezte meg a házaspár emlékkiállítását. Kaposvárott a Rippl-Rónai Múzeumban 2003-ban Galimberti emlékkiállítást rendeztek.
A Magyar Nemzeti Galéria A Galimbertik kiállítása 2024. október 10-én nyílt meg, és 2025. február 23-ig látogatható. 

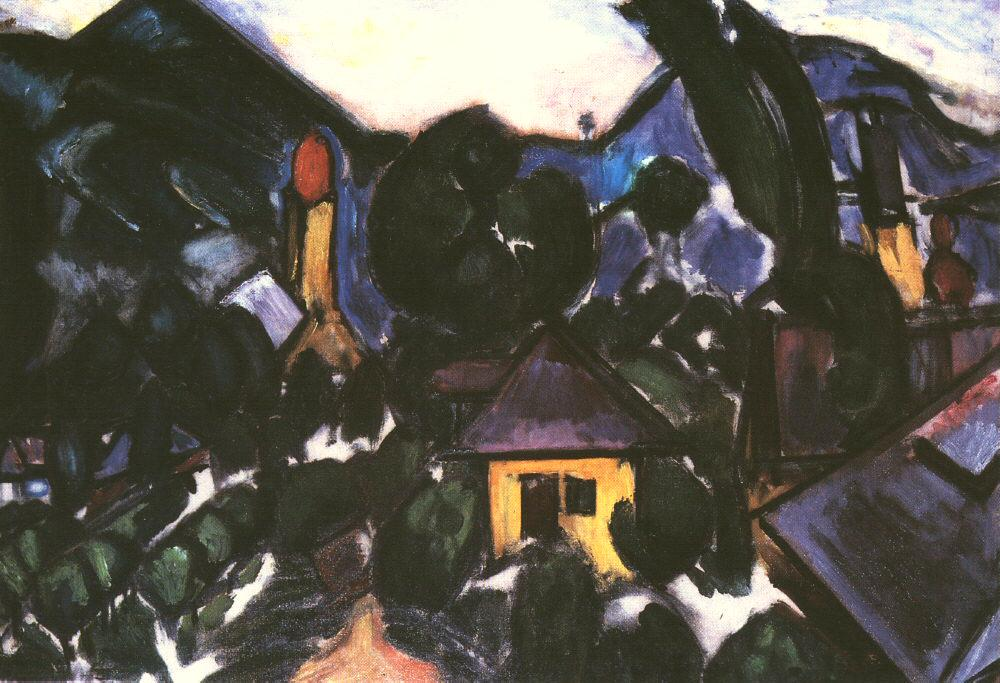
Nagybányai motívumok, 1911
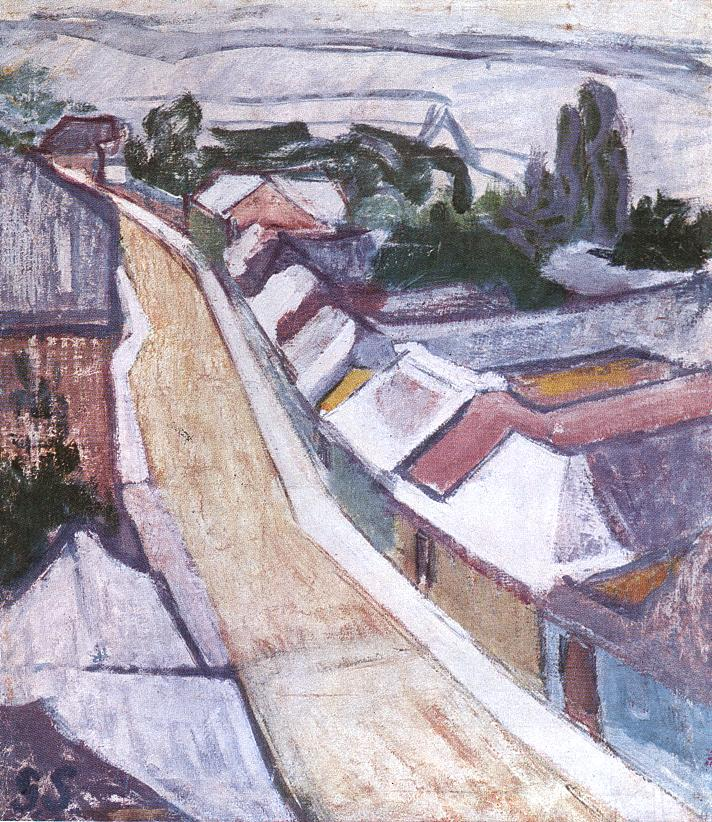
Háztetők, 1908-1910
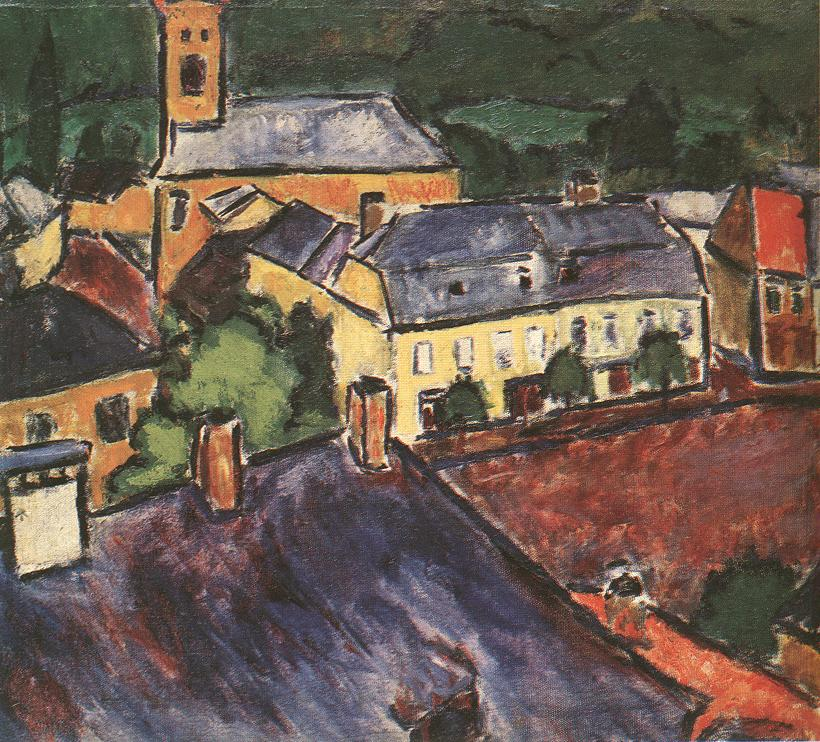
Nagybánya, 1910 körül
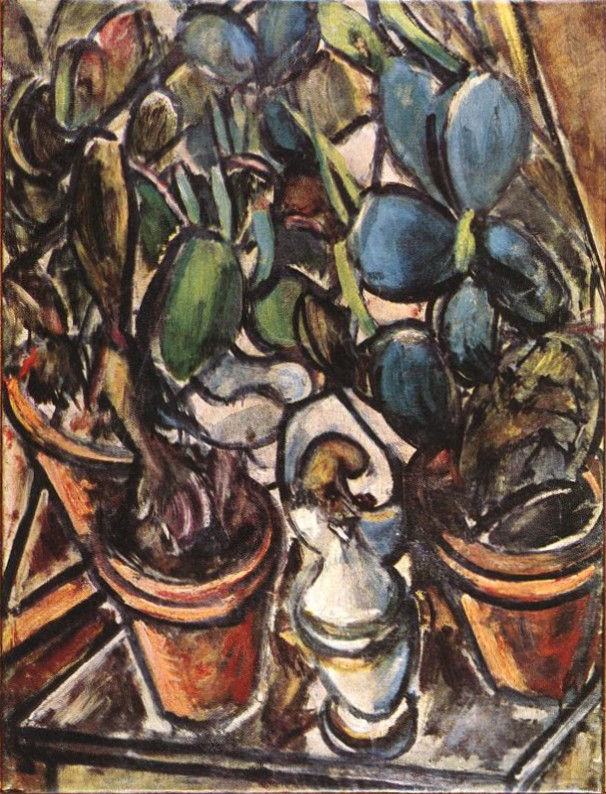
Csendélet kaktusszal, 1910 körül
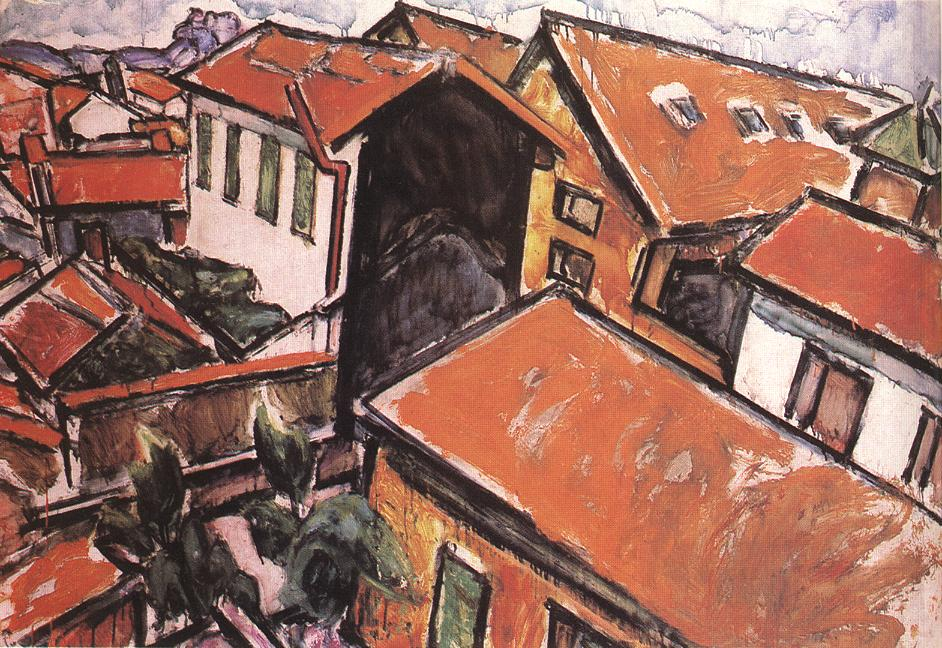
St. Raphaël, 1912
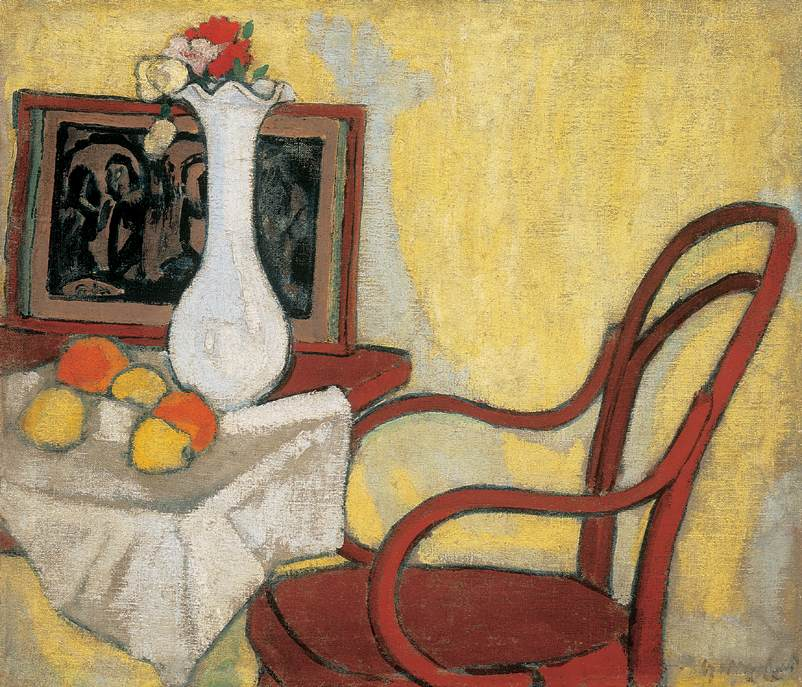
Enteriőr Thonet-székkel, 1908 körül
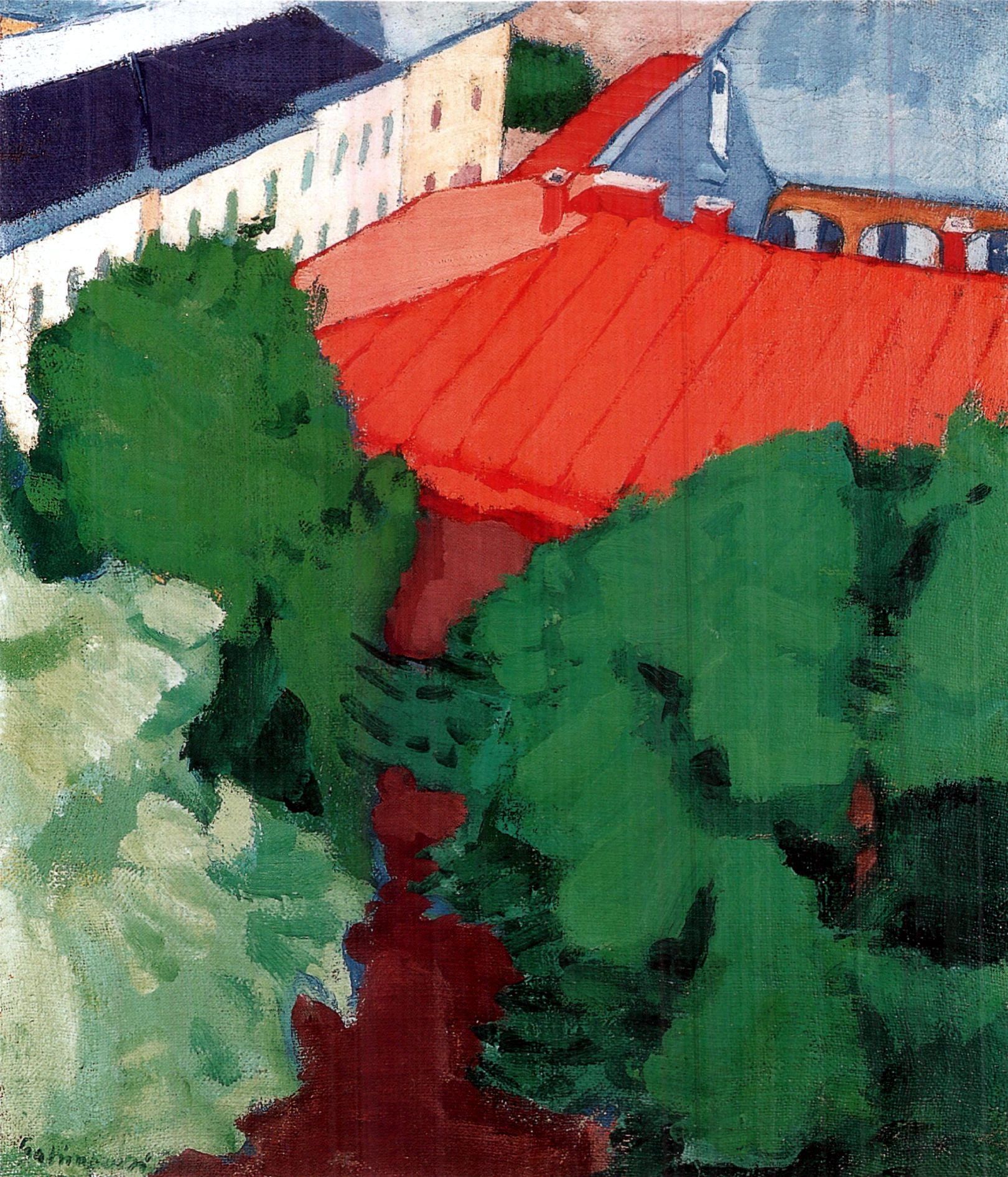
Nagybányai utcarészlet, 1906–1907

## Művei
Felesége képeihez hasonlóan Galimberti Sándor művei is lappanganak, vagy megsemmisültek, így életműve alig ismert.
- Nagybányai utcarészlet, 1906–1907 (olaj, vászon, 64×75 cm). Rippl-Rónai Múzeum, Kaposvár
- Enteriőr Thonet-székkel, 1908 k. (olaj, vászon, 65,5×76 cm). Magántulajdon
- Háztetők, 1908–10. (olaj, vászon, 65×75 cm). Rippl-Rónai Múzeum, Kaposvár
- Félakt, 1910 k.
- Tabán, 1910 (olaj, vászon, 111×76 cm). Magyar Nemzeti Galéria, Budapest
- Városkép (Nagybánya), 1910 k. (olaj, vászon, 72,5×80,5 cm). Magyar Nemzeti Galéria, Budapest
- Kaktuszcsendélet, 1910 k. (olaj, vászon, 80×60 cm). Magántulajdon
- Nagybányai motívum, 1911 (olaj, vászon, 90×130 cm). Modern Magyar Képtár, Pécs
- Óbudai részlet, 1911 (olaj, vászon, 47×39 cm). Magántulajdon
- St. Raphaël, 1912 k. (olaj, vászon, 104×153 cm). Magántulajdon
- Mintázóasztal gyümölccsel, 1914 k.

## Emlékezete

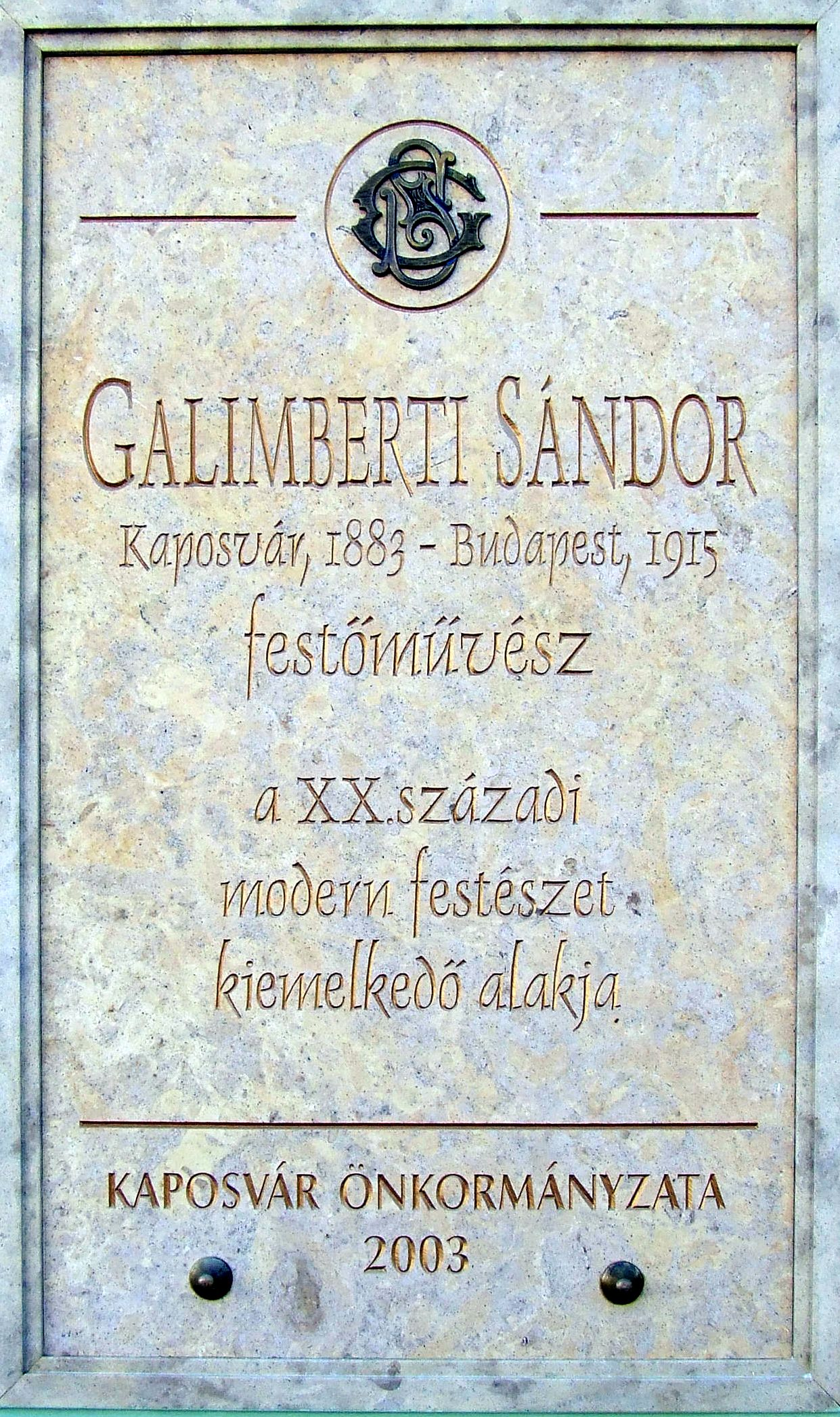
Galimberti Sándor emléktáblája Kaposváron

- „A festők városa, Kaposvár” rendezvénysorozat keretében 2003 májusában Galimberti Sándorra emlékeztető márványtáblát helyeztek el a főgimnázium egykori épületén.

## Szépirodalmi alkotás a művészházaspárról
- Dénes Zsófia: Egyszeri kaland (önéletrajzi regény, Budapest, 1964)

## Művei aukciókon, gyűjteményekben
- BudapestAukció adatbázis